# Universalismo moral
Universalismo moral (também chamado de objetivismo moral ou moralidade universal) é a posição metaética de que algum sistema ético aplica-se universalmente, ou seja, para "todos os indivíduos em situação semelhante", independentemente de raça, cultura, sexo, religião, nacionalidade, sexualidade ou qualquer outro distintivo. O universalismo moral se opõe ao niilismo moral e ao relativismo moral. No entanto, nem todas as formas de universalismo moral são absolutas, nem são necessariamente de valor monista; muitas formas de universalismo, como o utilitarismo, são não absolutistas, e algumas outras formas, tais como a de Isaiah Berlin, podem ser de valor pluralista.